# A Fazenda 6
A Fazenda 6 foi a sexta temporada do reality show brasileiro A Fazenda, que traz pessoas famosas convivendo em um ambiente rural em uma disputa por um prêmio de dois milhões de reais. O programa teve sua estreia em 23 de junho de 2013 e a final em 29 de setembro do mesmo ano. A edição foi novamente apresentada pelo jornalista e apresentador Britto Júnior, além de trazer reportagens nas ruas com Juliana Camargo.
A vencedora da temporada foi a modelo Bárbara Evans, que enfrentou a advogada Denise Rocha e o ator Marcos Oliver na final do programa. Bárbara recebeu 2 milhões de reais e Denise foi premiada com um carro por seu segundo lugar.

## Formato
A sexta edição trouxe 16 participantes. Assim como na terceira e quarta temporadas, eles foram divididos em três equipes: Avestruz, Coelho e Ovelha.
A Roça manteve um formato similar à da quinta edição: um indicado pelo fazendeiro, um indicado pelos outros peões na votação e outro de forma variável de acordo com a semana. A definição do Fazendeiro se manteve de forma similar, com os roceiros disputando a liberdade da Roça em uma prova que lhes garantiria tal cargo.
O sistema de votação funciona como em Fazenda de Verão: ao invés de votar para eliminar, o público deveria votar para salvar seu participante favorito.
- Prova da Chave: Cada equipe deveria escolher um representante para competir pela arca a cada semana.
- Prova da Chave Especial: Por permanecer com mais integrantes até a metade do jogo, os quatro integrantes da equipe Ovelha (Andressa Urach, Bárbara Evans, Denise Rocha e Gominho) ganharam benefícios, como imunidade e o direito de disputar esta prova. A prova foi de resistência e valeu um carro zero-quilômetro avaliado em R$ 50 mil, ganho pela modelo Bárbara Evans. Já os outros peões ganharam dez mil cada.[4]

## Transmissão
A sexta temporada foi transmitida de 23 de junho até 29 de setembro de 2013.
A reta final da temporada iniciou após a eliminação de Yudi Tamashiro, em 10 de setembro de 2013 e perdurou por 19 dias, abarcando as últimas 4 eliminações.
Em razão do sucesso da temporada nas redes sociais anos depois de sua exibição, os fãs do reality delimitaram fases para a narrativa contada pela edição. A sexta temporada de A Fazenda foi dividida em quatro fases: a primeira com 17 episódios abrange desde a estreia, em 23 de junho, até a eliminação de Lu Schievano, em 09 de julho. A segunda fase, com 32 episódios, inicia em 10 de julho e se estende até 10 de agosto, data marcada pelo indicação direta de Andressa Urach em Bárbara Evans, sua então amiga. A terceira fase, iniciada em 11 de agosto, conhecida como a mais conturbada (com 36 episódios) foi marcada pelo acirramento da rivalidade Andressa X Bárbara X Denise e finaliza em 15 de setembro com uma roça entre as três peoas. Já a última fase, com 14 episódios, abrange pequenos focos de tensão entre os participantes restantes e perdurando até a final em 29 de setembro com a vitória de Bárbara Evans.

## Participantes
Abaixo a lista dos participantes desta edição, com as respectivas idades durante o início das gravações.
| Participante                                 | Profissão                                 | Equipe   | Equipe   | Equipe                               | Resultado                               |
| Participante                                 | Profissão                                 | Semana 1 | Semana 2 | Semana 10                            | Resultado                               |
| -------------------------------------------- | ----------------------------------------- | -------- | -------- | ------------------------------------ | --------------------------------------- |
| Bárbara Evans 22 anos, Rio de Janeiro - RJ   | Modelo                                    | Ovelha   | Ovelha   | Ovelha                               | Vencedora em 29 de setembro de 2013     |
| Denise Rocha 29 anos, Brasília - DF          | Advogada                                  | Ovelha   | Ovelha   | Ovelha                               | 2º lugar em 29 de setembro de 2013      |
| Marcos Oliver 37 anos, Taubaté - SP          | Ator                                      | Coelho   | Coelho   | Nenhuma                              | 3º lugar em 29 de setembro de 2013      |
| Mateus Verdelho 30 anos, Ribeirão Preto - SP | DJ e modelo                               | Avestruz | Avestruz | Nenhuma                              | 13º eliminado em 26 de setembro de 2013 |
| Gominho 24 anos, Rio de Janeiro - RJ         | Repórter                                  | Ovelha   | Ovelha   | Ovelha                               | 12º eliminado em 25 de setembro de 2013 |
| Yani de Simone 24 anos, Rio de Janeiro - RJ  | Cantora e dançarina                       | Nenhuma  | Coelho   | Nenhuma                              | 11ª eliminada em 21 de setembro de 2013 |
| Andressa Urach 25 anos, Ijuí - RS            | Personalidade da mídia                    | Coelho   | Ovelha   | Ovelha                               | 10ª eliminada em 15 de setembro de 2013 |
| Yudi Tamashiro 20 anos, Santos - SP          | Apresentador e ídolo teen                 | Avestruz | Avestruz | Nenhuma                              | 9º eliminado em 10 de setembro de 2013  |
| Beto Malfacini 31 anos, Rio de Janeiro - RJ  | Modelo internacional                      | Avestruz | Avestruz | Nenhuma                              | 8º eliminado em 3 de setembro de 2013   |
| Paulo Nunes 41 anos, Pontalina - GO          | Ex-jogador de futebol e empresário        | Coelho   | Coelho   |                                      | 7º eliminado em 27 de agosto de 2013    |
| Scheila Carvalho 39 anos, Juiz de Fora - MG  | Dançarina                                 | Coelho   | Coelho   | 6ª eliminada em 13 de agosto de 2013 |                                         |
| Ivo Meirelles 51 anos, Rio de Janeiro - RJ   | Músico e ex-presidente de escola de samba | Ovelha   | Ovelha   | 5º eliminado em 6 de agosto de 2013  |                                         |
| Rita Cadillac 59 anos, Rio de Janeiro - RJ   | Cantora e dançarina                       | Avestruz | Avestruz | 4ª eliminada em 23 de julho de 2013  |                                         |
| Aryane Steinkopf 25 anos, Vila Velha - ES    | Assistente de palco                       | Avestruz | Avestruz | 3ª eliminada em 16 de julho de 2013  |                                         |
| Lu Schievano 38 anos, São Paulo - SP         | Atriz, cantora e blogueira                | Coelho   | Coelho   | 2ª eliminada em 9 de julho de 2013   |                                         |
| Márcio Duarte 39 anos, Santos - SP           | Cantor                                    | Ovelha   |          | 1º eliminado em 2 de julho de 2013   |                                         |

## Histórico
Legenda geral
|  | Equipe Avestruz |  | Equipe Coelho |  | Equipe Ovelha |  | Fim de equipes |

### Poder da Chave
Desde a quinta temporada, os participantes competem para ganhar o Poder da Chave toda semana. O Poder da Chave dá o direito ao detentor de abrir uma arca que pode ter consequências boas ou ruins no processo de indicação à Roça. As escolhas dos ganhadores do Poder da Chave estão marcadas em negrito.
| Semana | Participantes | Ganhador      | Excluídos                                                                                            | Consequências |
| ------ | ------------- | ------------- | --- | --- |
| 1      | Lu            | Marcos        | (nenhum)                                                                                             | Marcos recebeu duas instruções: - Os três finalistas desta disputa ganharam imunidade. - Por ter vencido a prova, Marcos não pode ser votado até a final. |
| 1      | Marcos        | Marcos        | (nenhum)                                                                                             | Marcos recebeu duas instruções: - Os três finalistas desta disputa ganharam imunidade. - Por ter vencido a prova, Marcos não pode ser votado até a final. |
| 1      | Scheila       | Marcos        | (nenhum)                                                                                             | Marcos recebeu duas instruções: - Os três finalistas desta disputa ganharam imunidade. - Por ter vencido a prova, Marcos não pode ser votado até a final. |
| 2      | Mateus        | Marcos        | Equipe Avestruz: Aryane Beto Mateus Rita Yudi                                                        | Marcos recebeu uma instrução e duas opções: - Sua equipe deveria indicar alguém para a Roça (Aryane). - Escolher entre a imunidade ou ganhar R$10.000,00. |
| 2      | Marcos        | Marcos        | Equipe Avestruz: Aryane Beto Mateus Rita Yudi                                                        | Marcos recebeu uma instrução e duas opções: - Sua equipe deveria indicar alguém para a Roça (Aryane). - Escolher entre a imunidade ou ganhar R$10.000,00. |
| 2      | Ivo           | Marcos        | Equipe Avestruz: Aryane Beto Mateus Rita Yudi                                                        | Marcos recebeu uma instrução e duas opções: - Sua equipe deveria indicar alguém para a Roça (Aryane). - Escolher entre a imunidade ou ganhar R$10.000,00. |
| 3      | Beto          | Beto          | Equipe Coelho: Marcos Paulo Scheila Yani                                                             | Beto recebeu duas instruções: - Beto e a equipe que não foi enviada por ele para o Celeiro estavam imunes. - A Equipe Coelho não poderia disputar a próxima Prova da Chave. |
| 3      | Scheila       | Beto          | Equipe Coelho: Marcos Paulo Scheila Yani                                                             | Beto recebeu duas instruções: - Beto e a equipe que não foi enviada por ele para o Celeiro estavam imunes. - A Equipe Coelho não poderia disputar a próxima Prova da Chave. |
| 3      | Andressa      | Beto          | Equipe Coelho: Marcos Paulo Scheila Yani                                                             | Beto recebeu duas instruções: - Beto e a equipe que não foi enviada por ele para o Celeiro estavam imunes. - A Equipe Coelho não poderia disputar a próxima Prova da Chave. |
| 4      | Mateus        | Mateus        | Equipe Coelho: Marcos Scheila Yani - Paulo não desceu para o celeiro pois era o fazendeiro da semana | Mateus recebeu duas instruções: - Mateus estava imune e deveria tirar o direito ao voto de alguém de sua equipe (Rita). - A Equipe Coelho é a única equipe que poderia disputar a Próxima Prova da Chave. |
| 4      | Ivo           | Mateus        | Equipe Coelho: Marcos Scheila Yani - Paulo não desceu para o celeiro pois era o fazendeiro da semana | Mateus recebeu duas instruções: - Mateus estava imune e deveria tirar o direito ao voto de alguém de sua equipe (Rita). - A Equipe Coelho é a única equipe que poderia disputar a Próxima Prova da Chave. |
| 5      | Marcos        | Scheila       | Equipe Avestruz: Beto Mateus Yudi                                                                    | Scheila recebeu três instruções: - A Equipe Avestruz deveria indicar através de consenso um de seus membros para a Roça (Beto). - Escolher alguém para, junto a ela e aos roceiros, disputar a Prova do Fazendeiro Especial (Yani). - A eliminação desta semana foi cancelada (fato revelado após a votação).                         |
| 5      | Paulo         | Scheila       | Equipe Avestruz: Beto Mateus Yudi                                                                    | Scheila recebeu três instruções: - A Equipe Avestruz deveria indicar através de consenso um de seus membros para a Roça (Beto). - Escolher alguém para, junto a ela e aos roceiros, disputar a Prova do Fazendeiro Especial (Yani). - A eliminação desta semana foi cancelada (fato revelado após a votação).                         |
| 5      | Scheila       | Scheila       | Equipe Avestruz: Beto Mateus Yudi                                                                    | Scheila recebeu três instruções: - A Equipe Avestruz deveria indicar através de consenso um de seus membros para a Roça (Beto). - Escolher alguém para, junto a ela e aos roceiros, disputar a Prova do Fazendeiro Especial (Yani). - A eliminação desta semana foi cancelada (fato revelado após a votação).                         |
| 5      | Yani          | Scheila       | Equipe Avestruz: Beto Mateus Yudi                                                                    | Scheila recebeu três instruções: - A Equipe Avestruz deveria indicar através de consenso um de seus membros para a Roça (Beto). - Escolher alguém para, junto a ela e aos roceiros, disputar a Prova do Fazendeiro Especial (Yani). - A eliminação desta semana foi cancelada (fato revelado após a votação).                         |
| 6      | Yudi          | Yudi          | Equipe Ovelha: Andressa Bárbara Denise Gominho Ivo                                                   | Yudi recebeu duas opções e uma instrução: - Escolher entre imunidade ou cartas dos familiares para todos os participantes de sua equipe. - Impedir dois participantes da equipe excluída (Equipe Ovelha) de votar (Andressa e Denise).                                                                                                |
| 6      | Paulo         | Yudi          | Equipe Ovelha: Andressa Bárbara Denise Gominho Ivo                                                   | Yudi recebeu duas opções e uma instrução: - Escolher entre imunidade ou cartas dos familiares para todos os participantes de sua equipe. - Impedir dois participantes da equipe excluída (Equipe Ovelha) de votar (Andressa e Denise).                                                                                                |
| 6      | Bárbara       | Yudi          | Equipe Ovelha: Andressa Bárbara Denise Gominho Ivo                                                   | Yudi recebeu duas opções e uma instrução: - Escolher entre imunidade ou cartas dos familiares para todos os participantes de sua equipe. - Impedir dois participantes da equipe excluída (Equipe Ovelha) de votar (Andressa e Denise).                                                                                                |
| 7      | Beto          | Beto          | Equipe Coelho: Marcos Paulo Scheila Yani                                                             | Beto recebeu duas instruções: - Beto estava imune. - Escolher um participante do Celeiro (Equipe Coelho) para a Roça (Scheila). |
| 7      | Marcos        | Beto          | Equipe Coelho: Marcos Paulo Scheila Yani                                                             | Beto recebeu duas instruções: - Beto estava imune. - Escolher um participante do Celeiro (Equipe Coelho) para a Roça (Scheila). |
| 7      | Gominho       | Beto          | Equipe Coelho: Marcos Paulo Scheila Yani                                                             | Beto recebeu duas instruções: - Beto estava imune. - Escolher um participante do Celeiro (Equipe Coelho) para a Roça (Scheila). |
| 8      | Yudi          | Yudi          | Equipe Ovelha: Andressa Bárbara Denise Gominho                                                       | Yudi recebeu duas instruções e duas opções: - Yudi estava imune. A Equipe Ovelha não poderia competir na próxima Prova da Chave. - Escolher entre ganhar um carro e ir para a Roça ou indicar outro participante (Yani). |
| 8      | Paulo         | Yudi          | Equipe Ovelha: Andressa Bárbara Denise Gominho                                                       | Yudi recebeu duas instruções e duas opções: - Yudi estava imune. A Equipe Ovelha não poderia competir na próxima Prova da Chave. - Escolher entre ganhar um carro e ir para a Roça ou indicar outro participante (Yani). |
| 8      | Bárbara       | Yudi          | Equipe Ovelha: Andressa Bárbara Denise Gominho                                                       | Yudi recebeu duas instruções e duas opções: - Yudi estava imune. A Equipe Ovelha não poderia competir na próxima Prova da Chave. - Escolher entre ganhar um carro e ir para a Roça ou indicar outro participante (Yani). |
| 9      | Mateus        | Mateus        | Denise Yani (menos votos para salvar)                                                                | Mateus recebeu uma instrução: - Salvar um dos indicados à Roça e torná-lo o Fazendeiro da Semana: (Beto). |
| 9      | Marcos        | Mateus        | Denise Yani (menos votos para salvar)                                                                | Mateus recebeu uma instrução: - Salvar um dos indicados à Roça e torná-lo o Fazendeiro da Semana: (Beto). |
| 10     | Yudi          | Andressa      | (nenhum)                                                                                             | Andressa recebeu três instruções: - A equipe com mais participantes no jogo estaria imune (Equipe Ovelha). - Escolher dois participantes da equipe Ovelha para disputarem uma votação pelo posto de Fazendeiro da Semana: (Bárbara e Gominho). - Andressa ganhou R$ 10.000,00.                                                        |
| 10     | Yani          | Andressa      | (nenhum)                                                                                             | Andressa recebeu três instruções: - A equipe com mais participantes no jogo estaria imune (Equipe Ovelha). - Escolher dois participantes da equipe Ovelha para disputarem uma votação pelo posto de Fazendeiro da Semana: (Bárbara e Gominho). - Andressa ganhou R$ 10.000,00.                                                        |
| 10     | Andressa      | Andressa      | (nenhum)                                                                                             | Andressa recebeu três instruções: - A equipe com mais participantes no jogo estaria imune (Equipe Ovelha). - Escolher dois participantes da equipe Ovelha para disputarem uma votação pelo posto de Fazendeiro da Semana: (Bárbara e Gominho). - Andressa ganhou R$ 10.000,00.                                                        |
| 11     | (nenhum)      | Equipe Ovelha | Denise Marcos (demitidos por Gominho em uma tarefa parodiando o reality show O Aprendiz)             | Cada membro da equipe ganhou um envelope (escolhidos pelos próprios): 1 − Andressa: imunidade para si mesma ou para outro peão; 2 − Denise: impedir um peão de votar (Marcos); 3 − Gominho: substituir um dos indicados à Roça (Yani » Mateus); 4 − Bárbara: impedir que um dos indicados competisse pelo cargo de Fazendeiro (Yudi). |

### Delegação das obrigações
Toda semana, o Fazendeiro da semana tem que delegar uma obrigação para os peões, como cuidar das vacas, das aves e das plantas.
|                 | Sem 1                                    | Sem 2                         | Sem 3                    | Sem 4               | Sem 5        | Sem 6    | Sem 7    | Sem 8    | Sem 9    | Sem 10   | Sem 11   | Sem 12   | Sem 13  | Sem 14  |
| --------------- | ---------------------------------------- | ----------------------------- | ------------------------ | ------------------- | ------------ | -------- | -------- | -------- | -------- | -------- | -------- | -------- | ------- | ------- |
| Fazendeiro      | Ninguém                                  | Andressa                      | Ivo                      | Paulo               | Scheila      | Beto     | Andressa | Mateus   | Andressa | Beto     | Gominho  | Mateus   | Denise  | Ninguém |
| Vacas           | Marcos                                   | Mateus                        | Beto                     | Andressa            | Marcos       | Andressa | Beto     | Marcos   | Mateus   | Mateus   | Mateus   | Marcos   | Marcos  | Marcos  |
| Lhama           | Paulo                                    | Gominho                       | Bárbara                  | Beto                | Andressa     | Ivo      | Yani     | Denise   | Paulo    | Gominho  | Andressa | Gominho  | Mateus  | Mateus  |
| Cabras          | Lu                                       | Scheila                       | Andressa                 | Denise              | Yudi         | Bárbara  | Paulo    | Yani     | Yudi     | Yani     | Marcos   | Yani     | Yani    | Bárbara |
| Cavalos         | Mateus                                   | Ivo                           | Denise                   | Mateus              | Beto         | Scheila  | Yudi     | Paulo    | Beto     | Paulo    | Beto     | Yudi     | Mateus  | Mateus  |
| Ovelhas         | Yani                                     | Bárbara                       | Scheila                  | Yani                | Denise       | Gominho  | Gominho  | Yudi     | Yani     | Bárbara  | Andressa | Andressa | Gominho | Gominho |
| Avestruzes      | Beto                                     | Beto                          | Marcos                   | Marcos              | Ivo          | Paulo    | Mateus   | Beto     | Marcos   | Yudi     | Yani     | Denise   | Bárbara | Mateus  |
| Porcos          | Márcio                                   | Yudi                          | Paulo                    | Ivo                 | Bárbara      | Marcos   | Scheila  | Bárbara  | Denise   | Marcos   | Bárbara  | Gominho  | Bárbara | Denise  |
| Aves            | Bárbara                                  | Aryane                        | Yudi                     | Scheila             | Paulo        | Denise   | Denise   | Andressa | Gominho  | Denise   | Denise   | Denise   | Mateus  | Denise  |
| Horta e Plantas | Yudi                                     | Rita                          | Rita                     | Gominho             | Mateus       | Yani     | Marcos   | Scheila  | Bárbara  | Andressa | Yudi     | Bárbara  | Gominho | Gominho |
| Lixo            | Aryane                                   | Yani                          | Yani                     | Rita                | Yani         | Yudi     | Bárbara  | Gominho  | Paulo    | Yudi     | Bárbara  | Andressa | Marcos  | Marcos  |
| Sem obrigações  | Andressa Denise Gominho Ivo Rita Scheila | Denise Lu Márcio Marcos Paulo | Aryane Gominho Lu Mateus | Aryane Bárbara Yudi | Gominho Rita | Mateus   | Ivo      | Ninguém  | Ninguém  | Ninguém  | Ninguém  | Ninguém  | Ninguém | Ninguém |

### Punições
Quando há o descumprimento de alguma regra, demora ou erro no cuidado dos animais, os peões recebem alguma punição que prejudique o lazer na sede.
| Data  | Peão         | Motivo                                                     | Duração           | Punição | Fazendeiro da Semana |
| ----- | ------------ | ---------------------------------------------------------- | ----------------- | --- | -------------------- |
| 30/06 | Lu           | Não atender aos sinais sonoros da obrigação das cabras     | 12 horas          | Sem gás | (nenhum)             |
| 30/06 | Aryane       | Lavou o pano de chão no chuveiro da sede                   | 12 horas          | Sem água encanada | (nenhum)             |
| 02/07 | Yudi         | Mau uso do microfone                                       | 24 horas          | Sem água encanada | Andressa             |
| 05/07 | Aryane (2)   | Mau uso do microfone                                       | 12 horas          | Sem água encanada | Andressa             |
| 11/07 | Marcos       | Não atender ao sinal sonoro de acordar no celeiro          | 24 horas          | Sem gás | Ivo                  |
| 11/07 | Paulo        | Não atender ao sinal sonoro de acordar no celeiro          | 24 horas          | Sem gás | Ivo                  |
| 11/07 | Scheila      | Não atender ao sinal sonoro de acordar no celeiro          | 24 horas          | Sem gás | Ivo                  |
| 11/07 | Yani         | Não atender ao sinal sonoro de acordar no celeiro          | 24 horas          | Sem gás | Ivo                  |
| 16/07 | Denise       | Trocou a ração das cabras pela das ovelhas                 | 1 semana          | Sem macarrão | Paulo                |
| 17/07 | Bárbara      | Mau uso do microfone                                       | 24 horas          | Sem água encanada | Paulo                |
| 25/07 | Beto         | Ultrapassar o limite dos excluídos do celeiro              | 1 semana          | Sem pão Sem leite condensado Proibida a permanência dos peões da sede na área do celeiro Excluídos do celeiro só podem ir até a área dos animais para realizar as obrigações Todos os peões estão proibidos de ajudar uns aos outros nas obrigações (Exceto o fazendeiro) | Scheila              |
| 25/07 | Mateus       | Ultrapassar o limite dos excluídos do celeiro              | 1 semana          | Sem pão Sem leite condensado Proibida a permanência dos peões da sede na área do celeiro Excluídos do celeiro só podem ir até a área dos animais para realizar as obrigações Todos os peões estão proibidos de ajudar uns aos outros nas obrigações (Exceto o fazendeiro) | Scheila              |
| 25/07 | Yudi (2)     | Ultrapassar o limite dos excluídos do celeiro              | 1 semana          | Sem pão Sem leite condensado Proibida a permanência dos peões da sede na área do celeiro Excluídos do celeiro só podem ir até a área dos animais para realizar as obrigações Todos os peões estão proibidos de ajudar uns aos outros nas obrigações (Exceto o fazendeiro) | Scheila              |
| 30/07 | Andressa     | Fazer necessidades fisiológicas fora do reservado          | Indeterminado     | Ofurô interditado | Scheila              |
| 30/07 | Yani (2)     | Fazer necessidades fisiológicas fora do reservado          | Indeterminado     | Ofurô interditado | Scheila              |
| 02/08 | Scheila (2)  | Mau uso do microfone                                       | 24 horas          | Sem água encanada | Beto                 |
| 03/08 | Andressa (2) | Troca de alimento com peão do celeiro                      | 12 horas          | Proibida a permanência dos peões da sede na área do celeiro | Beto                 |
| 03/08 | Beto (2)     | Troca de alimento com peão do celeiro                      | 12 horas          | Proibida a permanência dos peões da sede na área do celeiro | Beto                 |
| 06/08 | Mateus (2)   | Não atender aos sinais sonoros da obrigação dos avestruzes | 48 horas          | Sem gás e sem água encanada | Andressa             |
| 06/08 | Ivo          | Mau uso do microfone                                       | +12 horas         | Sem gás e sem água encanada | Andressa             |
| 12/08 | Denise (2)   | Mau uso do microfone                                       | 48 horas          | Sem água encanada | Mateus               |
| 15/08 | Denise (3)   | Transportar bebida da festa para a sede                    | 1 semana          | Cancelamento da festa da semana seguinte | Mateus               |
| 15/08 | Paulo (2)    | Mau uso do microfone                                       | 72 horas (Aprox.) | Proibida a permanência dos peões da sede na área do celeiro | Mateus               |
| 16/08 | Andressa (3) | Deixar o lago das aves transbordar                         | Não informado     | Não informado | Mateus               |
| 18/08 | Beto (3)     | Não atender aos sinais sonoros da obrigação dos avestruzes | Uma noite         | Dormir fora do quarto | Mateus               |

### Votação
|                       |                       | Semana 1                  | Semana 2                     | Semana 3                  | Semana 4                      | Semana 5                    | Semana 6                            | Semana 7                   | Semana 8                           | Semana 9                  | Semana 10                 | Semana 11                       | Semana 12                            | Semana 13                            | Semana 14                            | Semana 14                            | Semana 14                  | Votos recebidos |
| Dia 93                | Dia 95                | Semana 1                  | Semana 2                     | Semana 3                  | Semana 4                      | Semana 5                    | Semana 6                            | Semana 7                   | Semana 8                           | Semana 9                  | Semana 10                 | Semana 11                       | Semana 12                            | Semana 13                            | Final                                |                                      |                            | Votos recebidos |
| --------------------- | --------------------- | ------------------------- | ---------------------------- | ------------------------- | ----------------------------- | --------------------------- | ----------------------------------- | -------------------------- | ---------------------------------- | ------------------------- | ------------------------- | ------------------------------- | ------------------------------------ | ------------------------------------ | ------------------------------------ | ------------------------------------ | -------------------------- | --------------- |
| Fazendeiro da Semana  | Fazendeiro da Semana  | (nenhum)                  | Andressa                     | Ivo                       | Paulo                         | Scheila                     | Beto                                | Andressa                   | Mateus                             | Andressa                  | Beto                      | Gominho                         | Mateus                               | Denise                               | (nenhum)                             | (nenhum)                             | (nenhum)                   |                 |
| Poder da Chave        | Poder da Chave        | Marcos                    | Marcos                       | Beto                      | Mateus                        | Scheila                     | Yudi                                | Beto                       | Yudi                               | Mateus                    | Andressa                  | Andressa Bárbara Denise Gominho | (nenhum)                             | (nenhum)                             | (nenhum)                             | (nenhum)                             | (nenhum)                   |                 |
| Excluídos             | Excluídos             | (nenhum)                  | Aryane Beto Mateus Rita Yudi | Marcos Paulo Scheila Yani | Marcos Scheila Yani           | Beto Mateus Yudi            | Andressa Bárbara Denise Gominho Ivo | Marcos Paulo Scheila Yani  | Andressa Bárbara Denise Gominho    | Denise Yani               | (nenhum)                  | Denise Marcos                   | (nenhum)                             | (nenhum)                             | (nenhum)                             | (nenhum)                             | (nenhum)                   |                 |
| Indicado (Fazendeiro) | Indicado (Fazendeiro) | (nenhum)                  | Ivo                          | Aryane                    | Gominho                       | Andressa                    | Andressa                            | Bárbara                    | Andressa                           | Beto                      | (nenhum)                  | Yudi                            | Andressa                             | Yani                                 | (nenhum)                             | (nenhum)                             | (nenhum)                   |                 |
| Indicado (Peões)      | Indicado (Peões)      | Denise                    | Lu                           | Paulo                     | Rita                          | Denise                      | Denise                              | Mateus                     | Bárbara                            | Paulo                     | (nenhum)                  | Denise                          | Denise                               | (nenhum)                             | (nenhum)                             | (nenhum)                             | (nenhum)                   |                 |
| Indicado (Outros)     | Indicado (Outros)     | Andressa Márcio           | Aryane                       | Yudi                      | Scheila                       | Beto                        | Ivo                                 | Scheila                    | Denise Yani                        | Denise                    | Beto Mateus               | Mateus                          | Bárbara                              | Bárbara Gominho                      | Bárbara Denise Gominho               | Bárbara Denise Mateus                | (nenhum)                   |                 |
|                       |                       |                           |                              |                           |                               |                             |                                     |                            |                                    |                           |                           |                                 |                                      |                                      |                                      |                                      |                            |                 |
|                       | Bárbara               | Denise                    | Lu                           | Paulo                     | Rita                          | Denise                      | Ivo                                 | Denise                     | Denise                             | Paulo                     | Imune                     | Yani                            | Yani                                 | Roça                                 | Roça                                 | Roça                                 | Vencedora (Dia 99)         | 8               |
|                       | Denise                | Ivo                       | Paulo                        | Yudi                      | Rita                          | Yudi                        | Vetada                              | Mateus                     | Bárbara                            | Mateus                    | Imune                     | Yani                            | Yani                                 | Fazendeira                           | Roça                                 | Roça                                 | 2º lugar (Dia 99)          | 35              |
|                       | Marcos                | Gominho                   | Yudi                         | Mateus                    | Ivo                           | Mateus                      | Ivo                                 | Mateus                     | Bárbara                            | Yudi                      | Imune                     | Vetado                          | Denise                               | Imune                                | Imune                                | Imune                                | 3º lugar (Dia 99)          | 0               |
|                       | Mateus                | Denise                    | Lu                           | Yani                      | Denise                        | Denise                      | Denise                              | Denise                     | Fazendeiro                         | Paulo                     | Roça                      | Denise                          | Fazendeiro                           | Salvo                                | Salvo                                | Roça                                 | Eliminado (Dia 96)         | 12              |
|                       | Gominho               | Andressa                  | Lu                           | Paulo                     | Yudi                          | Paulo                       | Paulo                               | Paulo                      | Beto                               | Paulo                     | Imune                     | Fazendeiro                      | Denise                               | Roça                                 | Roça                                 | Eliminado (Dia 95)                   | Eliminado (Dia 95)         | 3               |
|                       | Yani                  | Denise                    | Lu                           | Mateus                    | Beto                          | Denise                      | Ivo                                 | Mateus                     | Bárbara                            | Mateus                    | Salva                     | Denise                          | Denise                               | Roça                                 | Eliminada (Dia 91)                   | Eliminada (Dia 91)                   | Eliminada (Dia 91)         | 9               |
|                       | Andressa              | Ivo                       | Fazendeira                   | Paulo                     | Rita                          | Denise                      | Vetada                              | Fazendeira                 | Bárbara                            | Fazendeira                | Imune                     | Bárbara                         | Denise                               | Eliminada (Dia 85)                   | Eliminada (Dia 85)                   | Eliminada (Dia 85)                   | Eliminada (Dia 85)         | 6               |
|                       | Yudi                  | Denise                    | Lu                           | Scheila                   | Denise                        | Denise                      | Denise                              | Denise                     | Denise                             | Paulo                     | Salvo                     | Denise                          | Eliminado (Dia 80)                   | Eliminado (Dia 80)                   | Eliminado (Dia 80)                   | Eliminado (Dia 80)                   | Eliminado (Dia 80)         | 7               |
|                       | Beto                  | Denise                    | Lu                           | Yani                      | Yani                          | Denise                      | Denise                              | Denise                     | Denise                             | Paulo                     | Roça                      | Eliminado (Dia 73)              | Eliminado (Dia 73)                   | Eliminado (Dia 73)                   | Eliminado (Dia 73)                   | Eliminado (Dia 73)                   | Eliminado (Dia 73)         | 3               |
|                       | Paulo                 | Denise                    | Lu                           | Rita                      | Fazendeiro                    | Denise                      | Denise                              | Mateus                     | Bárbara                            | Gominho                   | Eliminado (Dia 66)        | Eliminado (Dia 66)              | Eliminado (Dia 66)                   | Eliminado (Dia 66)                   | Eliminado (Dia 66)                   | Eliminado (Dia 66)                   | Eliminado (Dia 66)         | 14              |
|                       | Scheila               | Mateus                    | Lu                           | Yudi                      | Bárbara                       | Fazendeira                  | Ivo                                 | Mateus                     | Eliminada (Dia 52)                 | Eliminada (Dia 52)        | Eliminada (Dia 52)        | Eliminada (Dia 52)              | Eliminada (Dia 52)                   | Eliminada (Dia 52)                   | Eliminada (Dia 52)                   | Eliminada (Dia 52)                   | Eliminada (Dia 52)         | 1               |
|                       | Ivo                   | Andressa                  | Lu                           | Fazendeiro                | Rita                          | Denise                      | Denise                              | Eliminado (Dia 45)         | Eliminado (Dia 45)                 | Eliminado (Dia 45)        | Eliminado (Dia 45)        | Eliminado (Dia 45)              | Eliminado (Dia 45)                   | Eliminado (Dia 45)                   | Eliminado (Dia 45)                   | Eliminado (Dia 45)                   | Eliminado (Dia 45)         | 10              |
|                       | Rita                  | Márcio                    | Lu                           | Paulo                     | Vetada                        | Eliminada (Dia 31)          | Eliminada (Dia 31)                  | Eliminada (Dia 31)         | Eliminada (Dia 31)                 | Eliminada (Dia 31)        | Eliminada (Dia 31)        | Eliminada (Dia 31)              | Eliminada (Dia 31)                   | Eliminada (Dia 31)                   | Eliminada (Dia 31)                   | Eliminada (Dia 31)                   | Eliminada (Dia 31)         | 7               |
|                       | Aryane                | Ivo                       | Lu                           | Paulo                     | Eliminada (Dia 24)            | Eliminada (Dia 24)          | Eliminada (Dia 24)                  | Eliminada (Dia 24)         | Eliminada (Dia 24)                 | Eliminada (Dia 24)        | Eliminada (Dia 24)        | Eliminada (Dia 24)              | Eliminada (Dia 24)                   | Eliminada (Dia 24)                   | Eliminada (Dia 24)                   | Eliminada (Dia 24)                   | Eliminada (Dia 24)         | 3               |
|                       | Lu                    | Ivo                       | Rita                         | Eliminada (Dia 17)        | Eliminada (Dia 17)            | Eliminada (Dia 17)          | Eliminada (Dia 17)                  | Eliminada (Dia 17)         | Eliminada (Dia 17)                 | Eliminada (Dia 17)        | Eliminada (Dia 17)        | Eliminada (Dia 17)              | Eliminada (Dia 17)                   | Eliminada (Dia 17)                   | Eliminada (Dia 17)                   | Eliminada (Dia 17)                   | Eliminada (Dia 17)         | 11              |
|                       | Márcio                | Yani                      | Eliminado (Dia 10)           | Eliminado (Dia 10)        | Eliminado (Dia 10)            | Eliminado (Dia 10)          | Eliminado (Dia 10)                  | Eliminado (Dia 10)         | Eliminado (Dia 10)                 | Eliminado (Dia 10)        | Eliminado (Dia 10)        | Eliminado (Dia 10)              | Eliminado (Dia 10)                   | Eliminado (Dia 10)                   | Eliminado (Dia 10)                   | Eliminado (Dia 10)                   | Eliminado (Dia 10)         | 1               |
|                       |                       |                           |                              |                           |                               |                             |                                     |                            |                                    |                           |                           |                                 |                                      |                                      |                                      |                                      |                            |                 |
| Notas                 | Notas                 | [1][2][3]                 | [4][5][6]                    | [7][8][9]                 | [10][11][12]                  | [13][14][15]                | [16][17][18]                        | [19][20]                   | [21][22][23][24]                   | [25][26]                  | [27][28][29]              | [30][31][32]                    | [33][34][35]                         | [36]                                 | [37]                                 | [38]                                 | [39][40]                   |                 |
| Pré-Roça              | Pré-Roça              | Andressa Denise Márcio    | Aryane Ivo Lu                | Aryane Paulo Yudi         | Gominho Rita Scheila          | Andressa Beto Denise        | Andressa Denise Ivo                 | Bárbara Mateus Scheila     | Andressa Bárbara Denise Yani       | Beto Denise Paulo         | Beto Mateus Yani Yudi     | Denise Mateus Yudi              | (nenhum)                             | Bárbara Gominho Mateus Yani          | Bárbara Denise Gominho Mateus        | (nenhum)                             | (nenhum)                   |                 |
| Salvo                 | Salvo                 | Andressa                  | Ivo                          | Paulo                     | Scheila                       | (nenhum)                    | Andressa                            | Mateus                     | Andressa                           | Beto                      | Yani Yudi                 | Mateus                          | (nenhum)                             | Mateus                               | Mateus                               | (nenhum)                             | (nenhum)                   |                 |
| Roça                  | Roça                  | Denise Márcio             | Aryane Lu                    | Aryane Yudi               | Gominho Rita                  | (nenhum)                    | Denise Ivo                          | Bárbara Scheila            | Bárbara Denise Yani                | Denise Paulo              | Beto Mateus               | Denise Yudi                     | Andressa Bárbara Denise              | Bárbara Gominho Yani                 | Bárbara Denise Gominho               | Bárbara Denise Mateus                | Bárbara Denise Marcos      |                 |
| Eliminado             | Eliminado             | Márcio 48% para continuar | Lu 31% para continuar        | Aryane 48% para continuar | Rita 49,38% para continuar    | Roça anulada Sem eliminação | Ivo 33% para continuar              | Scheila 35% para continuar | Bárbara 50% para imunizar          | Paulo 41% para continuar  | Beto 38% para continuar   | Yudi 41% para continuar         | Andressa 10% para continuar          | Yani 10% para continuar              | Gominho 13,80% para continuar        | Mateus 26% para continuar            | Marcos 3,85% para vencer   |                 |
| Eliminado             | Eliminado             | Márcio 48% para continuar | Lu 31% para continuar        | Aryane 48% para continuar | Rita 49,38% para continuar    | Roça anulada Sem eliminação | Ivo 33% para continuar              | Scheila 35% para continuar | Bárbara 50% para imunizar          | Paulo 41% para continuar  | Beto 38% para continuar   | Yudi 41% para continuar         | Andressa 10% para continuar          | Yani 10% para continuar              | Gominho 13,80% para continuar        | Mateus 26% para continuar            | Denise 41,28% para vencer  |                 |
| Outras %              | Outras %              | Denise 52% para continuar | Aryane 69% para continuar    | Yudi 52% para continuar   | Gominho 50,62% para continuar | Roça anulada Sem eliminação | Denise 67% para continuar           | Bárbara 65% para continuar | Denise Não divulgado para imunizar | Denise 59% para continuar | Mateus 62% para continuar | Denise 59% para continuar       | Bárbara Não divulgado para continuar | Bárbara Não divulgado para imunizar  | Bárbara Não divulgado para continuar | Bárbara Não divulgado para continuar | Bárbara 54,87% para vencer |                 |
| Outras %              | Outras %              | Denise 52% para continuar | Aryane 69% para continuar    | Yudi 52% para continuar   | Gominho 50,62% para continuar | Roça anulada Sem eliminação | Denise 67% para continuar           | Bárbara 65% para continuar | Yani Não divulgado para imunizar   | Denise 59% para continuar | Mateus 62% para continuar | Denise 59% para continuar       | Denise Não divulgado para continuar  | Gominho Não divulgado para continuar | Denise Não divulgado para continuar  | Denise Não divulgado para continuar  | Bárbara 54,87% para vencer |                 |

#### Legendas
|  | Começou na Equipe Avestruz |  | Começou na Equipe Coelho |  | Começou na Equipe Ovelha |  | Começou sem equipe |  | Imune |  | Vetado(a) |

## Classificação geral
| Pos. | Participante     | Meio de indicação     | % para continuar | Eliminado em |
| ---- | ---------------- | --------------------- | ---------------- | ------------ |
| 1    | Bárbara Evans    | Finalistas            | 54,87%           | —            |
| 2    | Denise Rocha     | Finalistas            | 41,28%           | —            |
| 3    | Marcos Oliver    | Finalistas            | 3,85%            | —            |
| 4    | Mateus Verdelho  | Participante Restante | 26%              | Semana 14    |
| 5    | Gominho          | Prova de Imunidade    | 13,80%           | Semana 14    |
| 6    | Yani de Simone   | Fazendeira (Denise)   | 10%              | Semana 13    |
| 7    | Andressa Urach   | Fazendeiro (Mateus)   | 10%              | Semana 12    |
| 8    | Yudi Tamashiro   | Fazendeiro (Gominho)  | 41%              | Semana 11    |
| 9    | Beto Malfacini   | Prova de Imunidade    | 38%              | Semana 10    |
| 10   | Paulo Nunes      | Peões (5 votos)       | 41%              | Semana 9     |
| 11   | Scheila Carvalho | Poder da Chave (Beto) | 35%              | Semana 7     |
| 12   | Ivo Meirelles    | Resta Um              | 33%              | Semana 6     |
| 13   | Rita Cadillac    | Peões (4 votos)       | 49,38%           | Semana 4     |
| 14   | Aryane Steinkopf | Fazendeiro (Ivo)      | 48%              | Semana 3     |
| 15   | Lu Schievano     | Peões (11 votos)      | 31%              | Semana 2     |
| 16   | Márcio Duarte    | Resta Um              | 48%              | Semana 1     |